# Blériot-SPAD S.510
Blériot SPAD S.510 là một loại máy bay tiêm kích hai tầng cánh của Pháp.

## Phát triển
Được hình thành vào năm 1930, loại máy bay này có buồng lái mở, bay lần đầu năm 1933 và đưa vào trang bị năm 1936. Hiệu năng bay tương tự như loại Gloster Gladiator của Anh. S.510 trang bị thường là 4 khẩu súng máy. Nhờ vậy khả năng tấn công của S.510 bằng với loại Gladiator và Fiat CR.42 Falco của Anh và Ý, đồng thời tăng lên đáng kể so với các loại tiêm kích hai tầng cánh trước đó.
Sau khi chiếc S.510 ra đời, nó đã nhanh chóng bị lu mờ trước chiếc Dewoitine D.510 một tầng cánh nhanh hơn, không quân Pháp đã đặt mua 60 chiếc vào tháng 8 năm 1935, sau khi phi công át là Louis Massot đã bay thử nghiệm và cho thấy S.510 có khả năng cơ động và tốc độ leo cao tốt.
Mặc dù S.510 tốt, nhưng nó nhanh chóng bị thay thế bởi nhiều loại máy bay một tầng cánh xuất hiện sau năm 1936, do Đức, Anh và Pháp phát triển.

## Lịch sử hoạt động
S.510 đưa vào trang bị đầu năm 1936, đầu tiên là đơn vị GC I/7 vào tháng 5 năm 1937 và GC II/7 vào tháng 7 năm 1938. Đây là một loại máy bay chuyển tiếp giữa Morane-Saulnier MS-225 và Morane-Saulnier MS-406, ngoài ra còn trang bị cho nhóm trình diễn bay quân sự Weiser Circus. Khi Chiến tranh thế giới II bùng nổ, S.510 được đưa về các phi đội dự bị.
27 chiếc đã được giao cho Không quân Cộng hòa Tây Ban Nha trong cuộc nội chiến Tây Ban Nha (đôi khi số lượng là 15 chiếc), nhưng không có bằng chứng rằng chúng đã thực sự được gửi tới Tây Ban Nha.

## Biến thể
S.510.01
Mẫu thử đầu tiên.
S.510
Lắp động cơ Hispano-Suiza 12Xbrs, 4 x súng máy 7.5 mm MAC 1934 MG (60 chiếc)
S.710
Mẫu thử duy nhất

## Quốc gia sử dụng
Pháp
- Armée de l'Air

 Cộng hòa Tây Ban Nha
- Không quân Cộng hòa Tây Ban Nha
  - Escuadrilla Internacional

## Tính năng kỹ chiến thuật (S.510)

### Đặc điểm riêng
- Tổ lái: 1
- Chiều dài: 7.46 m (24 ft 6 in)
- Sải cánh: 8.84 m (29 ft 0 in)
- Chiều cao: 3.72 m (12 ft 2 in)
- Diện tích cánh: 22 m2 (240 sq ft)
- Trọng lượng rỗng: 1,250 kg (2,756 lb)
- Trọng lượng cất cánh tối đa: 1,830 kg (4,034 lb)
- Động cơ: 1 × Hispano-Suiza 12Xbrs, 516 kW (692 hp)

### Hiệu suất bay
- Vận tốc cực đại: 370 km/h (230 mph; 200 kn)
- Tầm bay: 875 km (544 mi; 472 nmi)
- Trần bay: 10,500 m (34,449 ft)
- Vận tốc lên cao: 14.85 m/s (2,923 ft/min)

### Vũ khí
4 × súng máy 7.5 mm MAC 1934

### Máy bay có tính năng tương đương
- Arado Ar 68
- Avia B-534
- Dewoitine D.510
- Fiat CR.32
- Gloster Gladiator
- Hawker Fury
- Heinkel He 51

### Danh sách khác
- Danh sách máy bay quân sự giữa hai cuộc chiến tranh thế giới
- Danh sách máy bay của Armée de l'Air, Chiến tranh Thế giới II
- Danh sách máy bay quân sự của Pháp
- Danh sách máy bay tiêm kích